# IC 2148
IC 2148 — галактика типу GCL (кулясте скупчення) у сузір'ї Столова Гора.
Цей об'єкт міститься в оригінальній редакції індексного каталогу.